# Thomas and Laura Gale House
La Thomas and Laura Gale House è una residenza storica situata nella città statunitense di Oak Park, in Illinois, progettata dall'architetto Frank Lloyd Wright nel 1892. L'abitazione è una delle cosiddette "Bootleg Houses", ovvero una serie di progetti che Wright realizzò privatamente mentre era ancora impiegato presso lo studio Adler & Sullivan.

## Storia
Nel 1891, Thomas H. Gale acquistò sei lotti adiacenti su Chicago Avenue, a Oak Park, da suo padre Edwin Gale. L'anno successivo, commissionò la progettazione della sua abitazione a Frank Lloyd Wright, che all'epoca era un giovane architetto emergente. La costruzione dell'edificio iniziò nel luglio 1892 e si concluse entro la fine dell'anno.
Nel 1893, il fratello di Thomas, Walter H. Gale, acquistò il lotto adiacente e affidò nuovamente a Wright la progettazione della sua residenza, nota come Walter H. Gale House.

## Evoluzione e restauri
Nel corso del tempo, la Thomas and Laura Gale House ha subito alcune modifiche. Il portico laterale, in origine aperto, è stato chiuso e poi rimosso per fare spazio a un vialetto di accesso al garage. Inoltre, il portico anteriore, che secondo i piani originali avrebbe dovuto essere presente, non fu mai costruito o fu rimosso successivamente.
Negli anni successivi, la casa ha subito diversi restauri, tra cui un intervento significativo che ha permesso di ricostruire il portico anteriore sulla base dei disegni originali pubblicati nel Frank Lloyd Wright Monograph 1887-1901 (Pfeiffer, 1991).

## Architettura
La Thomas and Laura Gale House è un esempio di stile Queen Anne, con influenze che prefigurano il successivo sviluppo dello stile Prairie di Wright. L'abitazione presenta una pianta rettangolare con due baie ottagonali agli angoli esterni, elemento distintivo di alcune delle prime case progettate da Wright, come la Robert G. Emmond House (1892) a La Grange, Illinois, e la Robert P. Parker House (1892), situata a pochi metri di distanza.
L'interno della casa è caratterizzato da un'ampia sala centrale con camino, che funge da cuore della residenza. Le superfici esterne combinano mattoni, scandole di legno e vetri piombati a motivi geometrici, elementi tipici delle prime opere di Wright.

## Importanza storica
La Thomas and Laura Gale House è considerata una delle prime espressioni del talento di Frank Lloyd Wright e rappresenta un'importante fase di transizione nella sua carriera. Essendo una delle sue "Bootleg Houses", la casa offre un'interessante testimonianza del periodo in cui Wright iniziò a sviluppare il suo linguaggio architettonico indipendente, pur essendo ancora sotto l'influenza di Louis Sullivan.
Insieme alla Walter H. Gale House e ad altre residenze progettate in quel periodo, la casa fa parte di un importante distretto architettonico situato a pochi passi dalla Frank Lloyd Wright Home and Studio, residenza e studio dell'architetto a Oak Park.